# Банківський облік
Банківський облік (бухгалтерський облік в банках) — упорядкована система збору та узагальнення інформації про майно і зобов'язання кредитної організації, її фінансових і господарських операціях.
Складається із сукупності правил, методик і процедур обліку для виявлення, вимірювання, реєстрації, накопичення, узагальнення, зберігання та передавання інформації про операції банку зовнішнім і внутрішнім користувачам для прийняття управлінських рішень.